# Чесма (лінійний корабель, 1828)
«Чесма» (рос. дореф. «Чесьма») — 84-гарматний вітрильний лінійний корабель типу «Імператриця Марія» Чорноморського флоту Російської імперії.

## Опис
Один із трьох вітрильних лінійних кораблів типу «Імператриця Марія», що будувалися за кресленнями адмірала О. С. Грейга в Миколаєві в період з 1826 по 1829 роки. Довжина корабля становила 59,74 метра, ширина — 15,72 метра, осадка — 6,85 метра. Місткість складала 2439 тонн.
Хоча кораблі цього типу належали до кораблів 84-гарматного рангу, вони мали більшу кількість гармат. Так, на «Чесмі» їх число сягало 91 одиниці, проте в різних джерелах їх кількість різниться. За деякими даними озброєння корабля «Чесма» складалося з двадцяти восьми 36-фунтових довгоствольних гармат і чотирьох 1-пудових єдинорогів на нижній палубі. На верхній палубі розміщувалися тридцять дві 24-фунтові гармати. Ще шість 12-фунтових і двадцять шість 24-фунтових карронад знаходилися на баці і чвертьпалубі.
Корабель названо на честь перемоги російського над турецьким флотом 26 червня 1770 року в Чесменському бою, він був четвертим із п'яти вітрильних лінійних кораблів російського флоту, названих цим ім'ям.

## Історія
Закладений у Миколаєві на стапелі Спаського адміралтейства 22 грудня 1826 року, головний будівник — полковник корпусу корабельних інженерів О. К. Каверзнєв. Після спуску на воду 24 червня 1828 року перейшов до Севастополя і увійшов до складу Чорноморського флоту Російської імперії.

### Російсько-турецька війна
Брав участь у російсько-турецькій війні 1828—1829 років. 2 квітня 1829 року під прапором адмірала О. С. Грейга вийшов із Севастополя до Сизополя, де 19 квітня приєднався до російського флоту, що перебував там. Основне завдання ескадри адмірала Грейга полягало у припиненні можливості виходу турецького флоту з Босфору до Чорного моря. Також ставилося завдання сприяти сухопутним військам фельдмаршалів І. І. Дібіча та І. Ф. Паскевича. 
Із травня до серпня 1829 року перебував у складі ескадри, що крейсувала біля протоки Босфор. 13 вересня доставив із Сизополя до Севастополя хворих і взяті у фортеці гармати.

### Міжвоєнний період
Після війни під час військової кампанії Російської імперії 1830 року в складі ескадри контрадмірала М. М. Кумані брав участь у перевезенні військ із портів Румелії в Російську імперію.
У кампанії 1831 і 1832 років корабель перебував при севастопольському порту, а в 1832 році його командир був нагороджений орденом Святого Станіслава III ступеня.
Під час військової кампанії 1833 року в складі ескадри під загальним командуванням контрадмірала М. П. Лазарєва брав участь в експедиції Чорноморського флоту на Босфор. 2 лютого кораблі ескадри залишили Севастополь і до 8 лютого прибули в Буюк-дере. 28 червня корабель пішов із Босфору в Одесу з надзвичайним послом і командувачем силами експедиції, генерал-лейтенантом графом О. Ф. Орловим на борту. З Одеси корабель перейшов на Феодосійський рейд, де приєднався до решти кораблів ескадри, і вже разом із ними 22 липня повернувся до Севастополя. Під час експедиції командир корабля, капітан 1-го рангу Ф. О. Юр'єв, був нагороджений турецькою золотою медаллю і орденом Святого Володимира III ступеня.
Взимку з 1833 на 1834 рік корабель перебував на тимберуванні. У кампанії 1834, 1835 і 1837 років у складі ескадр кораблів Чорноморського флоту брав участь у практичних і крейсерських плаваннях у Чорному морі.

### Кавказька війна
Брав участь у створенні Кавказької укріпленої берегової лінії. Під час військової кампанії 1838 року 13 квітня у складі ескадри контрадмірала Ф. Г. Артюкова брав участь у висадці десантів, що заснували форт Олександрія в гирлі річки Сочі. Десантний загін на судах перебував під командуванням генерал-майора А. М. Симборського і налічував близько 3500 чоловік. В ніч з 11 на 12 квітня ескадра висунулася з Сухум-Коле і вдень 13 квітня підійшла до гирла річки, де до другої години дня судна вишикувалися в бойовий порядок, а о третій почалася посадка на човни першої групи десантного закону, що складалася з 1600 осіб.
Після розподілу солдатів по човнах було розпочато артилерійську підготовку узбережжя, яка тривала півгодини. Відповідно до звіту Ф. С. Артюкова, коли припинився вогонь з фрегата «Бургас» і брига «Меркурій», розташованих на лівому фланзі (а очевидно і з кораблів), десантні шлюпки рушили до берега. Разом з тим, фрегат «Енос» та корвет «Месемврія» продовжували артобстріл із правого флангу. Потужний артобстріл аула засвідчив учасник подій, солдат Еріванського полку А. Х. Рукевич, який при перших залпах морських знарядь спостерігав, «як там забігали жінки в їхніх кольорових плащах, як чоловіки тягли на собі різний скарб і вели худобу».
Незважаючи на артобстріл берега з суден ескадри, черкеси, утримавшись «у ровах і завалах», відкрили рушничний вогонь по десантних човнах, що рухалися, і поранили одного з флотських офіцерів. У бою, що послідував після висадки, десантний загін зазнав найбільших втрат за 1837—1839 роки, які, згідно звіту А. М. Симборського, склали 208 осіб.
12 травня 1838 року корабель у складі ескадри віцеадмірала М. П. Лазарева брав участь у висадці десантів, які заснували Вельямінівське укріплення в гирлі річки Туапсе. 8 травня ескадра вийшла з Керченської протоки і вирушила до гирла річки, куди прибула 11 травня. Десантна операція розпочалася вранці наступного дня. Разом з тим, відповідно до звіту М. М. Раєвського, ескадра підійшла до Туапсе 12 травня, о десятій годині ранку, і відразу вишикувалася в бойовий порядок в 400 сажнях (853 метри) від берега.
10 липня того ж року у складі ескадри контрадмірала С. П. Хрущова корабель брав участь у висадці десантів, які заснували Тенгінське укріплення в гирлі річки Шапсухо. У цьому десанті, для додаткової артилерійської підтримки загону, що висаджувався, були задіяні і човни азовських козаків, якими командував флігель-ад'ютант принц Гогенлое Вальденбург.
У кампанію наступного 1839 року також здійснював плавання біля абхазьких берегів. 10 і 22 травня 1840 року в складі ескадри віцеадмірала М. П. Лазарєва висаджував десанти для захоплень Вельямінівського і Лазаревського фортів, раніше завойованих кавказцями, після чого брав участь у перевезенні військ з Анапи до Вельямінівського форту і Новоросійська.
Після закінчення служби у 1841 році лінійний корабель «Чесма» було переобладнано на блокшив.

## Командири
- М. Ю. Патаніоті (жовтень 1828 — 6 червня 1829);
- Ф. О. Юр'єв (6 червня 1829 — 1836);
- П. Я. Синіцин (1838—1840).